# Justitieärenden
Justitieärenden, ett historiskt juridiskt begrepp, benämndes i § 26 Regeringsformen till 1909, de ärenden, vilka skulle föredragas i statsrådet i närvaro av två justitieråd, vid så kallad justitiekonselj.
Sådana ärenden var dels lagärenden rörande sådana lagar och författningar, som stiftades och förklarades enligt den ordning som stadgades i 87 och 88 §§ Regeringsformen, dels frågor om nåd i brottmål, om äktenskapsskillnad, om tillåtelse att före i lag stadgad ålder ingå äktenskap m. m.